# بخش یانه‌سر
بخش یانه‌سر یکی از بخش‌های شهرستان بهشهر در استان مازندران در شمال ایران است. بخش یانه سر مقر اسکان سردار رفیع یانسری از حاکمان منطقه استرآباد و گرگان و قسمتهائی از هزارگری می‌باشد. مرکز این بخش روستا 
بیشه بنه می‌باشد.
بخش یانه سر از شمال به شهرستان گلوگاه و شهرستان بندر گز؛ از مغرب به شهرستان
کردکوی. از جنوب شرقی به شهرستان دامغان. از جنوب و غرب به شهرستان نکا محدود است که از سمت شمال شرقی و مشرق به استان گلستان و از جنوب به استان سمنان محدود است. بخش یانه سر دارای ۷۶۳.۲ کیلومتر مربع (۳۵ درصد مساحت شهرستان) است و تمامی آن در ناحیه کوهستانی البرز قرار دارد.

## ویژگی‌ها
بخش یانه سر یکی از بخش‌های سه‌گانه شهرستان بهشهر در ناحیه کوهستانی البرز قرار گرفته‌است. این بخش از دیرباز منطقه هزار جریب یا هزارگری نامیده می‌شده‌است. ظاهراً وجه تسمیه آن با وسعت کل منطقه در ارتباط است.
هزار جریب (سابق) به عنوان جزئی از منطقه کوهستانی البرز دارای روستاهای پراکنده و کوچک است. منطقه هزار جریب بهشهر (هزار جریب سابق یا هزارگری) در تقسیمات سیاسی کشورتقریبا منطبق بر بخش یانه سر می‌باشد. بخش یانه سر در جنوب شرقی شهرستان بهشهر، بین ۳ استان مازندران – گلستان و سمنان قرار دارد. مساحت آن حدود ۷۶۳ کیلومتر مربع و جمعیت آن طبق سرشماری عمومی ۱۳۷۵ برابر با ۸۸۸/۱۱ نفر است. این بخش به مرکزیت روستای بیشه بنه، مشتمل بر دو دهستان بنامهای عشرستاق و شهداء و ۶۸ روستا می‌باشد.
موقعیت شکل بخش یانه سر: این بخش بین ۲۸–۳۶۰ تا ۴۰–۳۶ عرض شمالی و ۴۱–۵۳ تا ۹–۵۴ طول شرقی قرار گرفته‌است. اختلاف بین مرز شمالی و جنوبی به ۱۳ دقیقه و بین مرز شرقی و غربی به ۲۸ دقیقه می‌رسد. بخش یانه سر در منتهی‌الیه جنوب شرقی استان مازندران و محل اتصال ۳ استان (مازندران، گلستان و سمنان) در ناحیه کوهستانی البرز قرار گرفته‌است.
شکل هندسی بخش یانه سر: بخش یانه سر از نظر هند سی تقریباً به شکل مستطیل است. مرز شمالی تا جنوب آن ۵ /۱۶ تا ۲۲ کیلومتر و مرز شرقی تا غرب در حدود ۴۵ کیلومتر فاصله دارد.
تقسیمات اداری بخش یانه سر: بخش یانه سر به مرکزیت روستای بیشه بنه از نظر اداری تابع شهرستان بهشهر است.
این بخش به دو دهستان تقسیم می‌گردد:
الف: دهستان عشر ستاق: این دهستان با وسعت ۲۴۳.۷ کیلومتر مربع (۹ /۳۱ درصد از وسعت بخش) به مرکزیت روستای بیشه بنه (مرکز بخش نیز می‌باشد) در قسمت جنوب و جنوب غربی بخش یانه سر قرار دارد. فا صله مرکز دهستان تا شهر گلوگاه ۴۰ کیلومتر و تا شهر بهشهر ۶۳ کیلومتر می‌باشد. دهستان عشر ستاق اگر چه حدود ۳۲ درصد از وسعت بخش را به خود اختصاص داده اما به دلیل ویژگی خاص خود از جمله استقرار روستای بیشه بنه (مرکز بخش) مورد توجه می‌باشد.
ب: دهستان شهداء: این دهستان به مرکزیت روستای سفید چاه با وسعت ۵ /۵۱۹ کیلومتر مربع (۱/۶۸ درصد از وسعت بخش) در قسمت شرقی و شمال بخش یانه سر قرار دارد.
فاصله مرکز دهستان (روستای سفید چاه) تا مرکز بخش (روستای بیشه بنه) ۱۲ کیلومتر و تا شهر گلوگاه ۳۸ کیلومتر و تا مرکز شهرستان بهشهر ۶۱ کیلومتر و تا شهر دامغان ۱۰۲ کیلومتر می‌باشد. روستای سفید چاه در مسیر راه ارتباطی گلو‌گاه دامغان قراردارد.
اسماعیل مهجوری می‌نویسد حد فاصل سوادکوه و استرآباد، هزارجریب نام دارد و سرزمین آن به دو بخش تقسیم شده‌است. چهاردانگه و دودانگه. چهاردانگه نیز سه قسم است: «چهاردانگهٔ سورتیجی، چهاردانگهٔ مسعود الملک و چهاردانگهٔ شهریاری به مرکزیت یانه سر»
آثار تاریخی: خانه شهریاری و امامزاده محمد خوش انگور

## جمعیت
بنابر سرشماری مرکز آمار ایران، جمعیت بخش یانه سر شهرستان بهشهر در سال ۱۳۸۵ برابر با ۱۱٬۰۱۷ نفر بوده‌است.